# MAP (プロレス団体)
MAP（マップ）は、かつて存在した日本のプロレス団体。

## 歴史
「朝青龍との合体」をテーマに掲げて朝青龍のマネジャーを務めている一宮章弘の兄である一宮章一が所属選手兼スタッフを務め、ホストクラブのチェーン店を展開する愛田観光がプレ旗揚げ戦をサポートしていた。
2010年3月11日、ホストクラブ「ニュー愛」で記者会見を行って大物芸能人と水面下で参戦交渉を進めていることを発表（後に大物芸能人は浅香光代と発表される）。3月21日、新宿FACEでプレ旗揚げ戦を開催。5月3日、新宿FACEで旗揚げ戦を開催。メインイベントで高山善廣対浅香光代戦が行われて一般のマスコミからも取材がくるなど注目された。
旗揚げ戦以降は表立った活動は行っておらず事実上解散している。なお、「MAP」は「モンゴル・アサショーリュー・プロレス」の略であると言われていたが、後に「人間、職業、性別を超えたいろんな集団の集まりという意味を込めた地図を意味しており、モンゴル・アサショーリュー・プロレスの略ではない」と発表。朝青龍との直接的な関係はないとされて実際にプレ旗揚げ戦、旗揚げ戦には朝青龍は来場していない。そのため、「朝青龍との合体」というテーマは実現されていない。